# أبو البقاء خالد الناصر الأول
أبو البقاء خالد الناصر الأول هو أبو البقاء خالد بن أبي زكرياء بن إسحاق بن أبي زكرياء بويع على رأس الدولة الحفصية في 27 ربيع الثاني 709 هـ الموافق لـ 11 أكتوبر 1308 م ولقب بـالناصر لدين الله  ولم يستمر في الحكم إلا سنتين إذ أجبر على خلع نفسه في 11 جمادى الثانية 711 هـ الموافق لـ16 سبتمبر 1310 م. 
قبل بيعته كان أبو البقاء خالد أميرا على بجاية وقسنطينة، وعند تولي أبي يحيى أبي بكر، تحرك ضده باتجاه تونس، وتمكن من هزمه، وبويع، إلا أنه كما يقول ابن الشماع «عكف على لهوه ولذاته وترك الجنود وسياسة الملك»  وهو ما كان سببا في اضطراب الأحوال بإفريقية، فتحرك ضده أبو يحي زكرياء الذي بويع بطرابلس، ثم اتجه نحو تونس، وقبل دخوله إليها أجبر أبو البقاء خالد على خلع نفسه، وقتل بعد ذلك، لتؤول البيعة إلى أبي زكرياء 

## وصوله للحكم
كان واليا لقسنطينة خلال فترة حكم والده أبي زكريا الذي توفي في يونيو 1301 م تاركا مملكته في اسوأ حالاتها حيث يتربص بها اعداؤها المرينيون من الغرب والحفصيون من الشرق، وكان الملك الراحل قد اوصى بولاية العهد لابنه.

## فترة حكمه لبجاية
تميز أبو البقاء بقدر من الحنكة السياسية فسعى للصلح مع أبو عصيدة تجنبا للمواجهة فأرسل عدة رسل بارزين لسلطان تونس الذي رفض طيلة سنوات هذه المحاولات لكن في سنة 1304 م خلع والي قسنطينة ولاءه لأبي البقاء وبايع أبو عصيدة فظن الجميع أن كل مساعي المصالحة قد تلاشت.
حصل المنعرج عندما هاجم جيش أبي البقاء المدينة المتمردة واسترجعها بقوة السيف دافعا بالتالي تحتم على حكومة تونس لقبول هدنة بتوقيع اتفاق بين الرجلين ينص على توحيد من يبقى منهما حيا للمملكة بعد وفاة الآخر.

## توحيد المملكة
اثر وفاة أبو عصيدة سنة 1309 طالب أبو البقاء بتطبيق الاتفاق وتعيينه ملكا على الدولة الحفصية الموحدة لكن رفض شيوخ الموحدين وتعيينهم لابي يحيى الشهيد خلفا لابي عصيدة دفعه للزحف بسرعة إلى تونس مسنودا بقبائل الكعوب.
كانت نتيجة الحملة السيطرة على المدينة واعدام ابي يحيى الذي لم يحكم سوى 17 يوما ليجلس أبو البقاء على العرش في 4 أكتوبر 1309 م ولقب بالناصر لدين الله.
ادخل اثر ذلك تحويرات كبيرة على كبار مسؤولي الدولة مفضلا القادمين من المملكة الغربية.

## انفصال قسنطينة
عرفت قسنطينة ثورتين الأولى سنة 1309 بقيادة الأمير يحيى ابن خالد أحد أبناء عمومة أبي خالد لكنها فشلت بسرعة، أما الثانية فكانت سنة 1310 وقادها اخ ابي البقاء أبي يحيى ابي بكر الذي سانده الكثيرون من المتذمرين من سياسة الأمير الحفصي القاسية وبدعم من الحاجب بن غمر الذي حشد القبائل للسيطرة على بجاية التي يحميها القائد يعقوب ابن خلوف ففشلوا في البداية لكنه دخلها في النهاية سنة 1312 م
ابن اللحياني ليستولي على العرش.
كان الوزير السابق في عهد أبو عصيدة عائدا من الحج عندما لاحظ لدى وصوله لطرابلس تفكك وضعف الدولة فقرر تجميع بعض القبائل ومهاجمة العاصمة تونس فساندته القبائل وبمساعدة محمد المزدوري هزم الجيش الحفصي بقيادة العلج ظاهر الكبير، هذا الجيش الذي كان في الأصل متجها لبجاية لكنه اضطر للعودة لمواجهة الخطر القادم من الجنوب.
دخل ابن اللحياني العاصمة وهي في حالة انهيار وهيجان في 11 نوفمبر 1311 بعد أن تنازل أبو البقاء عن العرش أمام شهود.

## وفاة أبي البقاء
تختلف المصادر حول تاريخ وفاة أبي البقاء حيث يؤكد بعض المؤرخين أنه لم يقتل في 1311م بل توفي في سبتمبر 1313 م.

## إشارات مرجعية
1. ↑  ابن الشماع، الأدلة البينة النورانية في مفاخر الدولة الحفصية، تحقيق د. الطاهر المعموري، الدار العربية للكتاب، تونس 1984، ص 84
2. 1 2  ابن الشماع، الأدلة، المصدر نفسه، ص 85
3. ↑  ابن الشماع، الأدلة، المصدر نفسه، ص 84

| سبقه أبو يحيى أبو بكر الشهيد | سلطان حفصي (تونس) 709هـ-711هـ/1309م-1311م | تبعه أبو يحيى زكرياء الأول |